# Wadi el-Melek
Das Wadi el-Melek ist ein Wadi im Sudan.

## Geographie
Das Wadi el-Melek entspringt nordwestlich von en-Nahud in der Region Kordofan, fließt zunächst nach Norden, knickt schließlich etwa bei 16° 10' N 28° 48' E nach Nordosten ab, führt südlich des Gebel al-Ain entlang und mündet bei ad-Dabba in den Nil.
Der Oberlauf des Wadisystems und seine Umgebung sind durch eine Steppen- bzw. Trockensteppenvegetation gekennzeichnet. Relativ fruchtbar ist vor allem das Wadital im Bereich des Knicks nach Nordosten. Hier dient das Wadi als Weidegebiet zahlreicher halbnomadischer Gruppen, z. B. der Kababish.

## Archäologie
Zahlreiche archäologische Fundstätten zeugen von einer langen Besiedlung des Wadis seit der Eisenzeit, so z. B. die Siedlung Zankor an seinem Oberlauf, mehrere mittelalterliche Fundstätten im Bereich des Gebel al-Ain, sowie die noch nicht genau datierbare befestigte Brunnenstation Kufriyat al-Attash an seinem Unterlauf.